# 1843 في الدنمارك
فيما يلي قوائم الأحداث التي وقعت خلال عام 1843 في الدنمارك.

## كتب
من الكتب التي صدرت هذه السنة في الدنمارك:
- 1 يناير – إما/أو من تأليف سورين كيركغور.

## مواليد

### يونيو
- 3 يونيو – فريدريك الثامن

## وفيات

### يناير
- 13 يناير – لويزا أوغستا أميرة الدنمارك (مواليد 1771)